# Chile ayuda a Chile

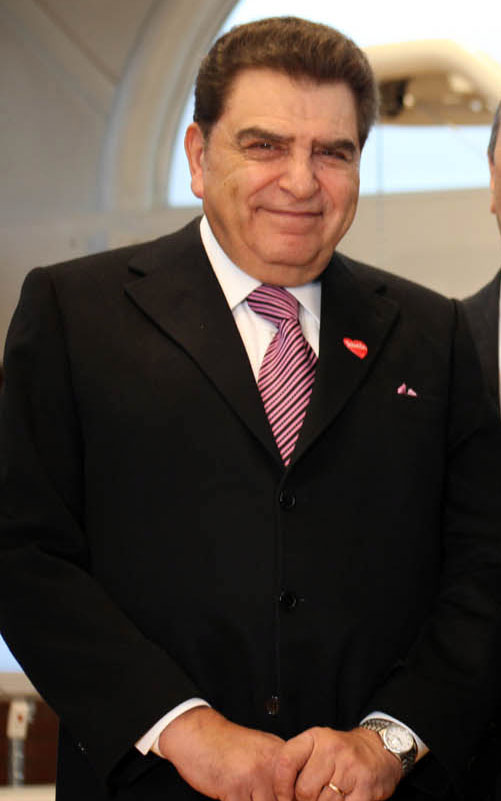
Mario Kreutzberger, (más conocido como (Don Francisco), organizador de las campañas Chile ayuda a Chile.

Chile ayuda a Chile es el nombre con que se llamó a dos telemaratones solidarias realizadas en Chile, ideadas por el presentador de televisión Mario Kreutzberger (más conocido como Don Francisco), con motivo de dos terremotos que azotaron al país en 1985 y 2010. Ambos desastres fueron similares en cuanto a la afectación de la población chilena en forma masiva y crítica, especialmente a la zona central, donde se concentra el 80 % de los habitantes del país. Estas campañas fueron inspiradas y basadas en la Teletón chilena, también encabezadas por Kreutzberger.

## Ediciones

### 1985
El primer Chile ayuda a Chile fue emitido por Canal 13 el 5 y 9 de marzo de 1985. En dicha ocasión la meta fue recolectar ayuda humanitaria para los damnificados por el terremoto que azotó a Chile central el 3 de marzo de ese año. Al no tener gran cobertura nacional, contó con la importante ayuda de Telenorte para las regiones de Tarapacá y Antofagasta, Canal 8 UCV Televisión para la Región de Coquimbo y Canal 5, su estación en Concepción.[cita requerida]
Durante la jornada se establecieron escenarios móviles al aire libre y en estudios del canal, donde artistas, animadores y periodistas alentaron al público a realizar sus donaciones. Entre ellos estuvieron José Alfredo Fuentes, César Antonio Santis, Andrea Tessa, Pablo Honorato, Juan Guillermo Vivado, Maitén Montenegro, Antonio Vodanovic y María Olga Fernández. Tras casi 30 horas de transmisión, la campaña se cierra desde el Estadio Municipal de Melipilla, siendo la recaudación total de 500 camiones con ayuda.

Terminamos en un estadio en Melipilla con la entrega de muchos camiones con la ayuda que habíamos recolectado. Don Francisco dio un discurso muy emocionante.
José Alfredo Fuentes, 2009.

### 2010
El 5 y 6 de marzo de 2010 se realizó una nueva teletón Chile ayuda a Chile, para ayudar a los afectados por el terremoto que afectó a la zona centro-sur del país el 27 de febrero. El evento fue organizado por la Fundación Teletón y el Gobierno de Chile, en coordinación con el Hogar de Cristo, Un techo para Chile, la Fundación para la Superación de la Pobreza (Servicio País) y Caritas Chile, en solo 4 días. La meta a juntar fue de 15 mil millones de pesos, cifra que finalmente se triplicó.
Este es el primer Chile ayuda a Chile que no es emitido exclusivamente por Canal 13, ya que fue producido por todos los canales de televisión afiliados a la Asociación Nacional de Televisión (Anatel) y fue la primera campaña solidaria televisada a nivel nacional transmitida en alta definición (HD) por los canales nacionales, cosa que no iba a pasar hasta la Teletón de finales de ese año. Entre los artistas que participaron en el evento están Juanes, Diego Torres, Beto Cuevas, Américo, La Noche, Los Jaivas, entre otros.

## Otras campañas similares
Don Francisco ha sido impulsor de otras campañas solidarias, como la Teletón Chile, de ayuda a los discapacitados (desde 1978); La campaña del kilo, también de recolección de víveres por los temporales de julio y agosto de 1987; Porque somos solidarios, de ayuda a los damnificados por el aluvión de Antofagasta de junio de 1991; Unidos por Haití, programa de Univision de ayuda a los damnificados por el terremoto que vivió el país caribeño a inicios de 2010; y Vamos chilenos, de apoyo a las personas mayores afectadas por el impacto socioeconómico de la pandemia de COVID-19 en Chile.
En junio de 2005, con motivo del terremoto ocurrido en la región de Tarapacá, el gobierno de Chile impulsó una campaña de ayuda a los damnificados llamada «Chile ayuda a Chile», a través de donaciones en dinero (en una cuenta del BancoEstado) y de ropa y alimentos no perecibles, de los que se recolectaron 15 toneladas. Sin embargo esta no fue una telemaratón, y tampoco tuvo intervención de Don Francisco.
En enero de 2017, con razón de los incendios que afectaron a Chile en la zona centro-sur, Canal 13 lanzó junto a Techo la campaña «Chile ayuda a Chile» con el objetivo de recaudar fondos para los damnificados de estos siniestros; aunque no realizó una telemaratón ni tampoco participó Don Francisco. Durante la misma catástrofe, TVN y Mega realizaron junto al Hogar de Cristo y otros medios de comunicación la campaña «Juntos por Chile», que finalizó con una transmisión conjunta de ambos canales el 31 de enero.
En diciembre de 2022, con razón del incendio que afectó a Viña del Mar el día 22 de diciembre, TVN lanzó junto a Techo y Fundación Levantemos Chile la campaña «Levantemos Viña» con el objetivo de recaudar fondos para los damnificados y reconstruir las 500 viviendas que fueron destruidas. La meta es de 500 millones en su primera etapa, llegando a un total de $504.676.288, aunque no realizó una telemaratón ni tampoco participó Don Francisco. En febrero de 2023, TVN realizó junto a Techo una campaña similar, esta vez para ayudar a los damnificados del incendio en las regiones de Ñuble y Biobío, bajo el nombre «Levantemos el sur».[cita requerida]